# Euro en Belgique
- États membres de la zone euro : 20 pays (Allemagne, Autriche, Belgique, Chypre, Croatie, Espagne, Estonie, Finlande, France, Grèce, Irlande, Italie, Lettonie, Lituanie, Luxembourg, Malte, Pays-Bas, Portugal, Slovaquie, Slovénie)
- Micro-États non membres de l'UE utilisant l'euro avec l'accord de l'UE : 4 pays (Andorre, Monaco, Saint-Marin et Vatican)
- États non membres de l'UE qui ont adopté l'euro unilatéralement : 2 pays (Kosovo et Monténégro)
- États membres de l'Union européenne (UE) qui ont rejoint le MCE II : 1 pays (Bulgarie)
- État membre de l'UE faisant partie du MCE II mais qui est exempté de l'obligation de rejoindre la zone euro (Danemark).
- États membres de l'UE qui ont l'obligation  de rejoindre la zone euro : 5 pays (Hongrie, Pologne, Roumanie, Suède et Tchéquie)

L'introduction de l'euro en Belgique a eu lieu le 1er janvier 1999 à la suite des décisions prises durant le Conseil européen du 3 mai 1998, en même temps que pour les dix autres premiers pays ayant adopté l'euro comme monnaie commune et sous forme scripturale (comptes bancaires, virements, chèques).
L'utilisation des billets et pièces entre en vigueur en même temps que pour ces autres pays et la Grèce, le 1er janvier 2002. L'adhésion de la Belgique à la Communauté économique européenne remonte à la création de cette dernière le 1er janvier 1958. Avant l’adoption de l’euro, la monnaie belge était le franc belge.

## Adhésion à la zone euro
En 1991, le sommet de Maastricht fixe les conditions d'accès à l'union monétaire européenne.
Le franc belge (code ISO 4217 : BEF) devient une subdivision de la nouvelle monnaie européenne, l'euro (code EUR), le 1er janvier 1999, à raison de 1 EUR = 40,339 9 BEF.
À la suite de l’introduction des billets et des pièces en euro, une période transitoire de deux mois a été instaurée en Belgique, durant laquelle le franc belge et l’euro ont circulé simultanément. Cette phase de double circulation a pris fin le 1er mars 2002, date à laquelle l’euro est devenu la seule monnaie ayant cours légal dans le pays.
Les pièces restaient toutefois échangeables à la Banque nationale de Belgique jusqu’au 31 décembre 2004 tandis que les billets restent échangeables sans limite de temps.

## Billets et pièces
Le 1er janvier 2002, lors de l’introduction de l’euro fiduciaire, quelque 550 millions de billets et près de deux milliards de pièces en euros ont été mis en circulation en Belgique. Cette vaste opération logistique a été coordonnée par une équipe de la Banque nationale de Belgique (BNB), sous la direction de Jan Smets, alors commissaire général à l’euro et futur gouverneur de l’institution.

## Opinion publique
Traditionnellement favorable à l’intégration européenne, l’opinion publique belge soutient majoritairement l’Union économique et monétaire. D’après un sondage de l’eurobaromètre réalisé en mars 1998, 57 % des Belges se déclaraient favorables à la création de l’euro, un taux supérieur à la moyenne européenne alors fixée à 51 %.
Cependant, une proportion importante de la population belge exprimait un sentiment d’insuffisance d’information : seuls 26 % des sondés estimaient être « bien » ou « très bien » informés sur le sujet, tandis que 71 % se considéraient « peu » ou « pas bien » informés. Ce constat a conduit les autorités belges à lancer une vaste campagne d’information, notamment à la télévision, et par la diffusion de dépliants disponibles dans les lieux publics.

### Référénces
1. ↑  « Conseil européen, 1998 »
2. ↑  « Taux de change franc belge en euro » (consulté le 25 juillet 2025)
3. ↑  « Histoire de l’euro et du franc belge » (consulté le 26 juillet 2025)
4. ↑  « Échange de franc belge en euro » (consulté le 26 juillet 2025)
5. ↑  « Introduction de l’euro » (consulté le 26 juillet 2025)
6. ↑  « opinion publique sur l’euro en Belgique » (consulté le 26 juillet 2025)